# Кедр європейський (пам'ятка природи, Діловецьке лісництво)
Кедр європе́йський — ботанічна пам'ятка природи місцевого значення в Україні. Розташована в межах Рахівського району Закарпатської області, на схід від села Ділове. 
Площа 2 га. Статус надано згідно з рішенням облради від 23.10.1984 року № 253 (увійшла до складу Карпатського біосферного заповідника з вилученням, Постанова РМ УРСР від 30.05.1990 року № 119, акт передачі КБЗ від 09.12.2005 року № 697). Перебуває у віданні ДП « Великобичківське ЛМГ» (Діловецьке лісництво, кв. 20). 
Статус надано з метою збереження насаджень кедра європейського (102 екземпляри).